# Crônica de Muntaner

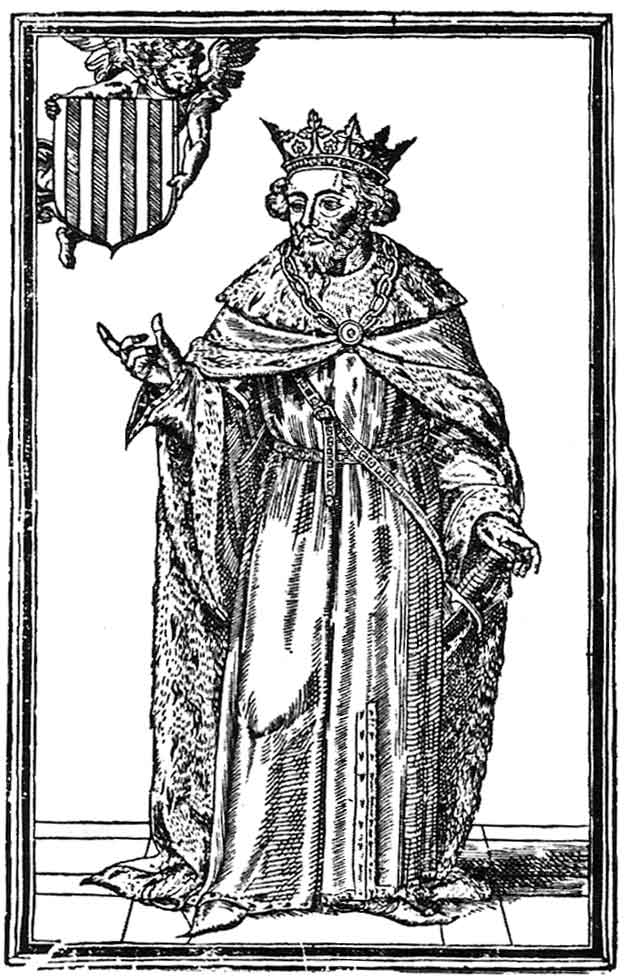
Retrato de Jaime I na edição de 1557 da crônica de Muntaner

A Crônica de Muntaner é um manuscrito em catalão do século XIV, abrangendo do engendramento de Jaime I de Aragão (1207) até a coroação de Afonso IV de Aragão (1328). Foi escrita pelo soldado e cronista Ramon Muntaner.
Muntaner manteve uma relação pessoal com todos os reis da Casa de Aragão que foram os seus contemporâneos. Ao escrever a obra, recorreu especialmente aos textos historiográficos para os temas sobre os reinados de Jaime I e Pedro o Grande. A partir de Afonso o Franco, a sua fonte quase exclusiva foi a sua própria experiência.
A obra foi escrita para ser lida em voz alta. Desde que se dirige ao seu ouvntes, acostuma nomeá-los como "senhores". Muntaner consegue estabelecer uma comunicação direta com os seus espectadores. Para isso utiliza técnicas típicas do jogral como a interrogação "què us diré?" ("que vos direi?") além de utilizar uma linguagem viva e coloquial. Utiliza expressões populares e provérbios, bem como referências aos romances de cavalaria.
O objetivo fundamental da obra é glorificar os reis da Coroa de Aragão. O sangue, um destino comum e a língua (à qual chama el bell catalanesc) são os elementos que integram a base da comunidade catalano-aragonesa. A consciência do perigo de divisão e do valor da união ficam também expressados na sua crônica, especialmente no exemplo da Mata de Jonc. A crônica de Muntaner é também um valioso testemunho sobre as expedições dos almogávares.

## Contraste entre a Crônica de Muntaner e a Crônica de Paquimeres
Em alguns aspectos, a Crônica de Muntaner, única fonte ocidental que relata os fatos vividos pela Companhia Catalã do Oriente, não somente se trata de uma glorificação de Rogério de Flor e da Companhia, mas também de uma contra-crônica da obra do grego bizantino Jorge Paquimeres.
Muntaner começou a escrever a sua crônica em 1325, 17 anos depois de que Paquimeres escrevesse a sua obra "De Michaele te Andronico Paloæologis". A obra de Paquimeres oferece a visão grega dos fatos, e enfatiza as atrocidades cometidas pela Companhia e por Rogério de Flor até 1308, enquanto Ramon Muntaner relata alguns fatos que o autor grego não menciona, e obvia outros fatos que o grego relata com pormenor. Assim, por exemplo:
- Massacre dos genoveses: Paquimeres afirma que a origem do massacre foi uma dívida que Rogério de Flor não saldara com os genoveses, enquanto Muntaner não explicita a causa dos confrontos.
- Batalha de Germe: Muntaner não a comenta.
- Execuções sumárias de Germe: Paquimeres explica a barbárie de Rogério de Flor, ao querer executar os militares gregos que renderam a fortificação aos turcos, acusando-os de covardia. Muntaner omite-o.
- Execuções sumárias de Kula: Novamente, Paquimeres explica a barbárie de Rogério de Flor ao querer executar os militares gregos que renderam a fortificação aos turcos, acusando-os de covardia. Muntaner omite-o.
- Contribuições de guerra em Filadélfia: Paquimeres explica que, após ter libertada a cidade de Filadélfia, Rogério de Flor impôs na cidade o pagamento de umas contribuições de guerra ilegais e abusivas. Muntaner omite-o.
- Contribuições de guerra em Éfeso: Paquimeres explica que depois de Bernat de Roquefort se reunisse com Rogério de Flor em Éfeso, este teria cometido todo tipo de atrocidades para arrecadar mais contribuições de guerra. Muntaner omite-o.
- Assédio de Magnésia: Paquimeres explica que o governador de Magnésia executou a guarnição de Almogávares que estavam  protegendo os tesouros da Companhia e apoderou-se, resistindo depois o assédio ao que a Companhia submeteu a cidade. Muntaner omite-o.
- Cifras: é desconhecida a fonte em que se fundamentou Muntaner para as cifras dos exércitos, mortos, feridos e capturados, das batalhas, que resultam sempre favoráveis para Rogério de Flor e a Companhia Catalã do Oriente.